# تيد وود (لاعب كرة قدم أسترالية)
تيد وود (بالإنجليزية: Ted Wood)‏ هو لاعب كرة قدم أسترالية أسترالي، ولد في 5 أبريل 1916، وتوفي في 12 سبتمبر 1995.

## وصلات خارجية
- تيد وود على موقع AustralianFootball.com (الإنجليزية)
- تيد وود على موقع AFLtables.com (الإنجليزية)